# پادشاهی دندی
پادشاهی دندی (۱۵۹۱-۱۹۰۱ میلادی) دولتی در غرب آفریقا و نیجر امروزی بود که توسط مردم سنغای پس از فروپاشی امپراتوری سنغای، تأسیس گشت.